# Muralles de Tàrrega
Muralles de Tàrrega és una obra de Tàrrega (Urgell) inclosa a l'Inventari del Patrimoni Arquitectònic de Catalunya.

## Descripció
El tram de muralles conservat és paral·lel al riu i té una llargària d'uns 300 m i una torre a cada extrem. El traçat de les muralles anava de la part baixa del carrer les Piques fins al carrer de Sant Agustí. En aquest punt, en el solar del Molí del Codina, es documentà una de les torres cantoneres, circulars, amb coberta de volta situades als extrems del tram que té una reconstrucció recent, posterior a la riuada de Santa Tecla del 1874 feta amb carreus procedents del convent del Pedregal.

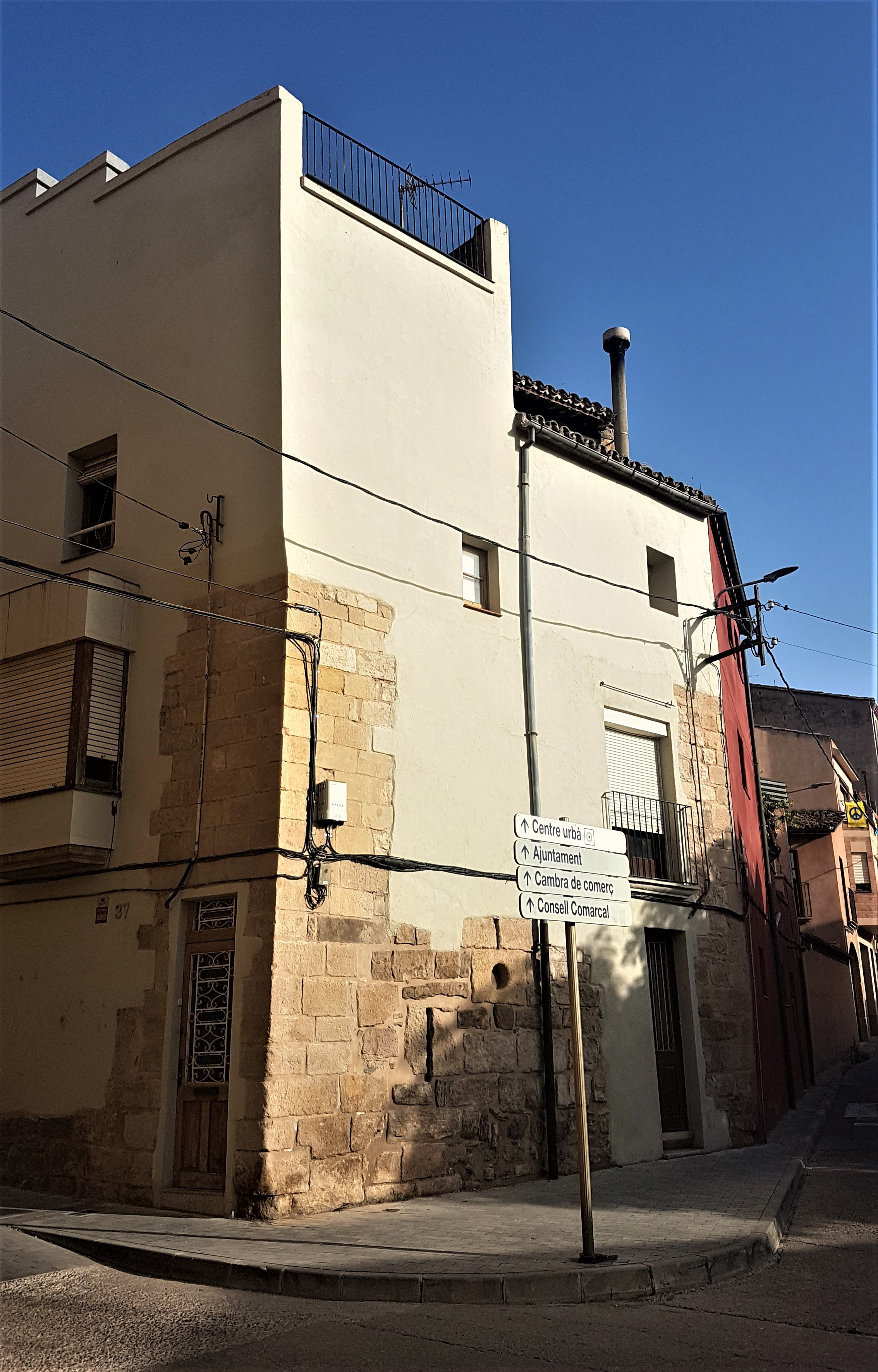
Restes de la torre del portal d'Urgell

D'aquí la muralla puja recte fins al carrer Hospital passant per la part posterior de les cases de la banda oest del carrer de sant Agustí. Seguidament puja fins al castell travessant l'Hospital. El tram del carrer Migdia fins al carrer Hospital és encara visible actualment i en alguns punts es conserva en tota la seva alçada. Des del castell la muralla baixaria per la banda de façana oest del carrer Pou del Gel. En la part baixa del carrer Pou del Gel (cases 2 i 4) es conserva bona part de la torre del portal d'Urgell, aprofitada per les dues cases esmentades. D'aquest punt la muralla aniria per la zona del carrer Capellans i enllaçaria fins al portal de santa Anna, prop de l'actual boca del carrer Santa Anna que dona a l'avinguda de Catalunya. D'aquí seguiria vers l'est per la part posterior de les cases que donen a l'avinguda de Catalunya fins a arribar a la cantonada d'aquest eix viari amb la plaça del Carme, on es conserva una torre circular i part del traçat de la muralla dins de l'edifici del banc Popular i de la cafeteria Liceu (que confronta amb el banc per la banda sud-est.
La muralla aniria pel darrere de les cases de la banda sud-oest de la plaça del Carme amb un portal al carrer del Carme i un altre al carrer d'Agoders i baixaria en direcció sud-oest pel carrer de Vilanova, on va ser documentada als anys vuitanta en fer la plaça de les Nacions. Del carrer Vilanova baixaria per la part posterior de les cases de la banda est del carrer de les Piques fins al carrer Migdia on serveixen de mur de contenció.
Eren fetes de carreus de pedra. Les torres són circulars amb cobertes de volta. Pel que fa a la datació, Tàrrega va tenir bàsicament dues fases d'emmurallament. La primera data al voltant del segle xii i encerclaria el primer nucli urbà que creix a la falda est i nord-est del castell. La més coneguda i conservada és la que es basteix entre 1366 i 1370 durant el regnat de Pere III el Cerimoniós i amb motiu de la guerra contra Castella. Al segle xix, amb les Guerres Carlines, Tàrrega va refer part del seu recinte fortificat. D'aquest moment destaquem la construcció de la nova muralla a la vora del riu.

### Els portals
Consten documentats els següents portals principals: al sud de la vila, vora el riu, els portals de Sant Agustí, el de la Font i el de l'Abeurador (o de les Piques); a l'est, els portals d'Agoders i el de Falcó (més endavant conegut com del Carme o de Cervera); al nord i nord-oest, els de Santa Anna i el de Santa Maria, i a l'oest, els d'Urgell i el de Sant Antoni.